# Појана Ајудулуј (Алба)
Појана Ајудулуј (рум. Poiana Aiudului) насеље је у Румунији у округу Алба у општини Ливезиле. Општина се налази на надморској висини од 384 m.

## Становништво
Према подацима из 2002. године у насељу је живело 409 становника, од којих су сви румунске националности.